# Acaena microphylla
Acaena microphylla é uma espécie de rosácea do gênero Acaena, pertencente à família Rosaceae.

## Taxonomia
A espécie foi descrita em 1825 pelo botânico, explorador e naturalista britânico Joseph Dalton Hooker. Além da subespécie-padrão (A. m. microphylla), a subespécie A. m. obscurascens foi descrita por Bitter em 1911. Duas variedades também são reconhecidas além da variedade-padrão: 
- A. m. var depressa Kirk, 1911; anteriormente considerada uma espécie separada (Acaena depressa)[1]
- A. m. var robusta Allan, 1961